# Selebi-Phikwe
Selebi-Phikwe (također se pojavljuju i oblici Selebiphikwe te Selibe Phikwe) četvrti je po veličini grad u Bocvani. Administrativno je samostalan distrikt, neovisan o distriktu Central koji ga okružuje. Nalazi se nedaleko tromeđe Bocvana-Zimbabve-Južnoafrička Republika. Ima zračnu luku.
Grad je najpoznatiji po rudnicima nikla u okolici. Kada su tijekom 1960-ih otkrivena bogata nalazišta nikla i bakra, u šumskom području između rudnika Selebi i Phikwe izgrađen je rudarski gradić, nazvan Selebi-Phikwe.
Godine 2001. Selebi-Phikwe imao je 49.849 stanovnika.